# Al-Xarkiyya

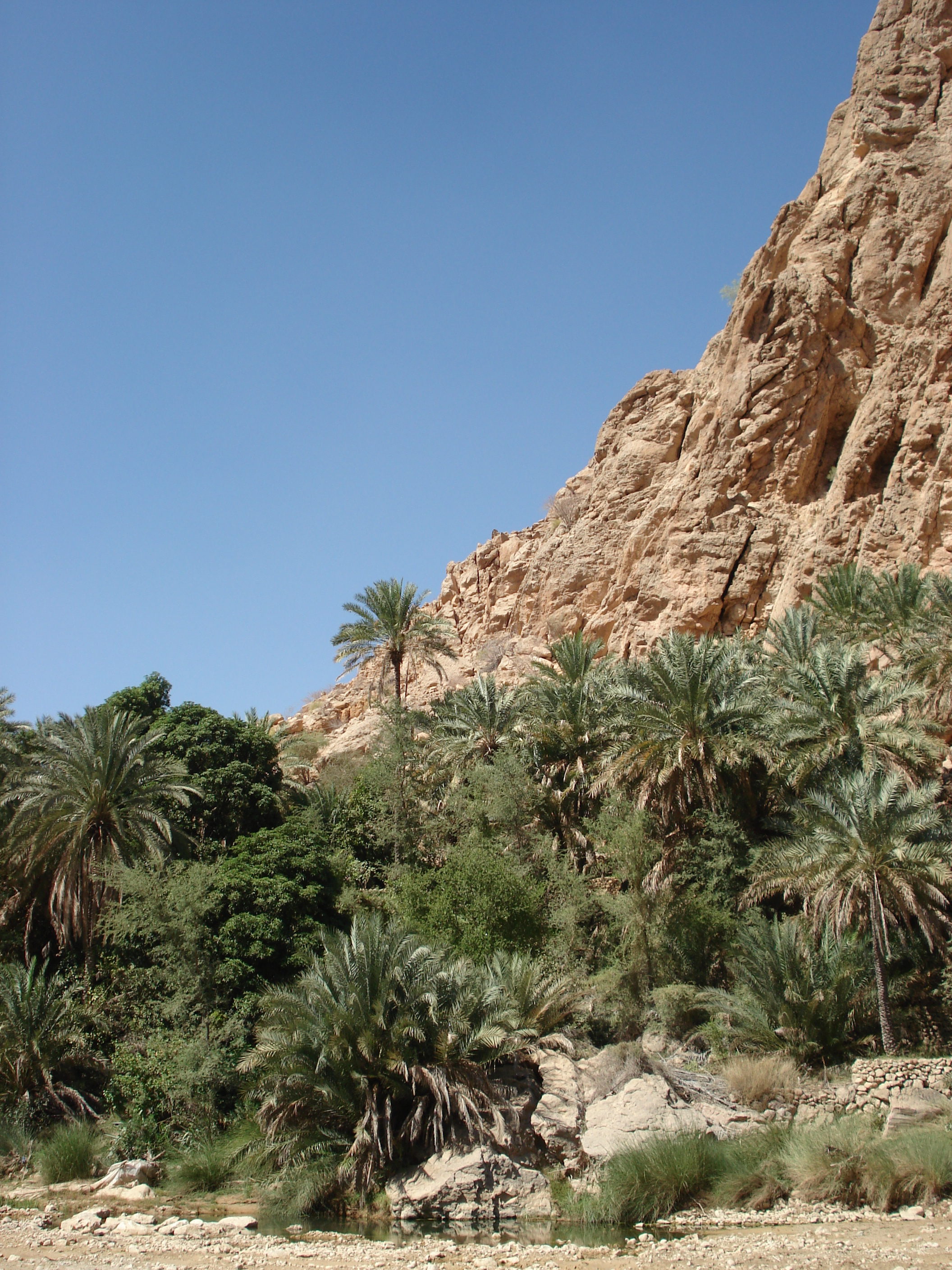
Wadi Bani Khalid a la regió d'Al-Xarqiya

La regió al-Xarkiyya, literalment ‘la regió Oriental’, és el nom tradicional de la part oriental del sultanat d'Oman, avui dia anomenada oficialment Regió Oriental (àrab: المنطقة الشرقية, al-Mintaqa ax-Xarqiyya).
La capital és Sur i les principals poblacions són Ibra, Samad, al-Mudaybi, Sinaw i al-Kabil. És una regió arenosa creuada per diversos uadis.
Està formada per onze províncies o wilayes: Sur, Ibra, Mudhaibi, al-Kamil Wal Wafi, Jalan Bani Bu Hassan, Jalan Bani Bu Ali, Wadi Bani Khalid, Dema Wa Thaieen, Bidiya, al-Kabil i Masirah (illa).